# Nowy Sącz
Nowy Sącz ([ˈnɔvɨ ˈsɔnt͡ʂ]) es una ciudad del sudeste de Polonia, situada actualmente en el voivodato de Pequeña Polonia.

## Toponimia
Al principio el poblado se llamaba Kamienica en lugar de Nowy Sącz.

## Historia
Fundada en 1292, es una de las ciudades más antiguas del voivodato de Pequeña Polonia. El ayuntamiento fue reconstruido en el siglo XIX tras un incendio. 

## Clima
| Parámetros climáticos promedio de Nowy Sącz (1991-2020) | Parámetros climáticos promedio de Nowy Sącz (1991-2020) | Parámetros climáticos promedio de Nowy Sącz (1991-2020) | Parámetros climáticos promedio de Nowy Sącz (1991-2020) | Parámetros climáticos promedio de Nowy Sącz (1991-2020) | Parámetros climáticos promedio de Nowy Sącz (1991-2020) | Parámetros climáticos promedio de Nowy Sącz (1991-2020) | Parámetros climáticos promedio de Nowy Sącz (1991-2020) | Parámetros climáticos promedio de Nowy Sącz (1991-2020) | Parámetros climáticos promedio de Nowy Sącz (1991-2020) | Parámetros climáticos promedio de Nowy Sącz (1991-2020) | Parámetros climáticos promedio de Nowy Sącz (1991-2020) | Parámetros climáticos promedio de Nowy Sącz (1991-2020) | Parámetros climáticos promedio de Nowy Sącz (1991-2020) |
| Mes                                                     | Ene.                                                    | Feb.                                                    | Mar.                                                    | Abr.                                                    | May.                                                    | Jun.                                                    | Jul.                                                    | Ago.                                                    | Sep.                                                    | Oct.                                                    | Nov.                                                    | Dic.                                                    | Anual                                                   |
| ------------------------------------------------------- | ------------------------------------------------------- | ------------------------------------------------------- | ------------------------------------------------------- | ------------------------------------------------------- | ------------------------------------------------------- | ------------------------------------------------------- | ------------------------------------------------------- | ------------------------------------------------------- | ------------------------------------------------------- | ------------------------------------------------------- | ------------------------------------------------------- | ------------------------------------------------------- | ------------------------------------------------------- |
| Temp. máx. abs. (°C)                                    | 15.8                                                    | 20.3                                                    | 25.6                                                    | 30.0                                                    | 32.7                                                    | 34.4                                                    | 36.7                                                    | 36.8                                                    | 36.0                                                    | 28.2                                                    | 22.4                                                    | 19.4                                                    | 36.8                                                    |
| Temp. máx. media (°C)                                   | 2.3                                                     | 4.3                                                     | 9.0                                                     | 15.4                                                    | 20.2                                                    | 23.5                                                    | 25.4                                                    | 25.4                                                    | 19.9                                                    | 14.7                                                    | 8.7                                                     | 3.3                                                     | 14.3                                                    |
| Temp. media (°C)                                        | -1.5                                                    | 0.0                                                     | 3.7                                                     | 9.2                                                     | 13.8                                                    | 17.3                                                    | 19.0                                                    | 18.6                                                    | 13.9                                                    | 9.2                                                     | 4.5                                                     | -0.2                                                    | 9                                                       |
| Temp. mín. media (°C)                                   | -4.9                                                    | -3.7                                                    | -0.6                                                    | 3.5                                                     | 8.1                                                     | 11.8                                                    | 13.4                                                    | 13.0                                                    | 9.0                                                     | 5.0                                                     | 1.1                                                     | -3.3                                                    | 4.4                                                     |
| Temp. mín. abs. (°C)                                    | -29.2                                                   | -33.5                                                   | -29.4                                                   | -10.5                                                   | -3.1                                                    | -0.5                                                    | 3.0                                                     | 2.9                                                     | -3.7                                                    | -8.3                                                    | -18.5                                                   | -30.3                                                   | -33.5                                                   |
| Precipitación total (mm)                                | 31.5                                                    | 31.3                                                    | 36.9                                                    | 50.0                                                    | 95.3                                                    | 105.0                                                   | 110.7                                                   | 83.5                                                    | 66.0                                                    | 51.6                                                    | 35.7                                                    | 30.1                                                    | 727.6                                                   |
| Nevadas (cm)                                            | 236.5                                                   | 248.5                                                   | 77.3                                                    | 7.5                                                     | 0                                                       | 0                                                       | 0                                                       | 0                                                       | 0                                                       | 1.2                                                     | 46.7                                                    | 121.8                                                   | 739.5                                                   |
| Días de lluvias (≥ 1 mm)                                | 8.2                                                     | 7.9                                                     | 8.6                                                     | 8.8                                                     | 11.1                                                    | 11.0                                                    | 11.7                                                    | 9.1                                                     | 8.9                                                     | 8.3                                                     | 7.5                                                     | 7.3                                                     | 108.4                                                   |
| Días de nevadas (≥ 1 mm)                                | 19.6                                                    | 17.8                                                    | 7.9                                                     | 1.3                                                     | 0                                                       | 0                                                       | 0                                                       | 0                                                       | 0                                                       | 0.3                                                     | 5.3                                                     | 14.1                                                    | 66.3                                                    |
| Horas de sol                                            | 64.3                                                    | 75.5                                                    | 120.2                                                   | 169.0                                                   | 207.4                                                   | 207.5                                                   | 223.2                                                   | 223.8                                                   | 151.2                                                   | 117.7                                                   | 72.7                                                    | 58.3                                                    | 1690.8                                                  |
| Humedad relativa (%)                                    | 81.7                                                    | 78.8                                                    | 73.7                                                    | 70.3                                                    | 73.6                                                    | 74.6                                                    | 75.1                                                    | 76.3                                                    | 80.1                                                    | 81.2                                                    | 82.3                                                    | 82.9                                                    | 77.6                                                    |
| Fuente: Promedios y totales mensuales                   |                                                         |                                                         |                                                         |                                                         |                                                         |                                                         |                                                         |                                                         |                                                         |                                                         |                                                         |                                                         |                                                         |

## Demografía
| Gráfica de evolución de Nowy Sącz entre 1780 y 2021 |
|                                                     |

## Ciudades hermanadas
Nowy Sącz está hermanada con las siguientes ciudades:
- Aalst (Bélgica)
- Maguilov (Bielorrusia)
- Mittweida (Alemania)
- Mytishchi (Rusia)
- Sisak (Croacia)
- Panevėžys (Lituania)
- Prešov (Eslovaquia)
- Gabrovo (Bulgaria)
- Şəki (Azerbaiyán)
- Thun (Suiza)
- Netanya (Israel)